# U-20-Fußball-Südamerikameisterschaft 1983/Kader Uruguay
Bei der U-20-Fußball-Südamerikameisterschaft 1983 in Bolivien bestand der Kader der uruguayischen U-20-Nationalmannschaft aus den nachfolgend aufgelisteten Spielern. Die Uruguayer erreichten in der finalen Gruppenphase den 2. Rang und wurden somit Vize-Südamerikameister.
|         | Carlos de León       |  | Cerro                  |  |  |  |  |  |
|         | Ruben Sosa           |  | Danubio                |  |  |  |  |  |
|         | Daniel Uberti        |  | Danubio                |  |  |  |  |  |
|         | Carlos Martínez      |  | Defensor Sporting      |  |  |  |  |  |
|         | Gerardo Miranda      |  | Defensor Sporting      |  |  |  |  |  |
|         | Mario Picún          |  | Huracán Buceo          |  |  |  |  |  |
|         | Gustavo Ancheta      |  | Miramar Misiones       |  |  |  |  |  |
|         | Marcelo Vilar        |  | Miramar Misiones       |  |  |  |  |  |
|         | Carlos Aguilera      |  | Nacional Montevideo    |  |  |  |  |  |
|         | José Pintos Saldanha |  | Nacional               |  |  |  |  |  |
|         | José Batlle Perdomo  |  | Peñarol Montevideo     |  |  |  |  |  |
|         | Coquito              |  | Peñarol Montevideo     |  |  |  |  |  |
|         | José Luis Zalazar    |  | Peñarol Montevideo     |  |  |  |  |  |
|         | Daniel Arias         |  | River Plate Montevideo |  |  |  |  |  |
|         | Pablo Fuentes        |  | Sud América            |  |  |  |  |  |
|         | Jorge Martínez       |  | Sud América            |  |  |  |  |  |
|         | Gabriel Esnal        |  | Montevideo Wanderers   |  |  |  |  |  |
|         | Héctor Ayala         |  | OFI                    |  |  |  |  |  |
| Trainer |                      |  |                        |  |  |  |  |  |
|         |                      |  |                        |  |  |  |  |  |

Quelle: